# Batwoman
Batwoman é uma personagem fictícia de histórias em quadrinhos da editora estadunidense DC Comics, lançada originalmente em 1956 como uma das principais aliadas de Batman. Criada por Bob Kane e Sheldon Moldoff, Batwoman foi apresentada ao público na revista Detective Comics em sua reformulação na Era de Prata como uma recorrente parceira e aliada de Batman em sua missão de combate ao crime de Gotham City. Nesta versão original, Batwoman é a identidade secreta de uma socialite chamada Kathy Kane que assume o manto de vigilante noturna.
Em 2006, a DC iniciou uma reformulação completa de diversos de seus personagens icônicos na série narrativa 52. Sendo assim, Batwoman foi recriada como uma militar reformada e prima de Bruce Wayne chamada Kate Kane que assume o manto de vigilante noturna. Esta segunda versão da personagem foi fruto de um amplo processo editorial e recebeu um novo arco narrativo mediante o desejo da editora de explorar sua personalidade de forma mais realista e complexa. A versão Kate Kane é frequentemente narrada como uma jovem militar judia e lésbica que combate o crime como forma de aplacar o que considera injustiça social, sendo uma das mais celebradas e populares heroínas homossexuais na atualidade.
Pouco explorada em produções cinematográficas e televisivas relativas ao universo Batman, Batwoman teve sua estreia definitiva na televisão com a série televisiva Batwoman (2019–2022). A série foi transmitida durante três temporadas pela emissora The CW e estrelada por Ruby Rose e Javicia Leslie nos papéis principais de Kate Kane e Ryan Wilder, respectivamente. Paralelamente, uma versão alternativa de Batwoman, diferente das duas versões dos quadrinhos, foi adaptada ao longa-metragem animado Batman: Mystery of the Batwoman (2003).

## História

### Primeira versão
Numa história do Batman na revista Detective Comics nº233, de 1956, aparecia Kathy Kane (batizada em homenagem ao criador do Batman, Bob Kane), uma ex-acrobata de circo que, ao ficar rica, decidiu combater o crime sob o codinome de Batwoman. Embora tenha aparentemente se aposentado ao final de sua primeira história, ela voltou a aparecer nas histórias do Batman até 1964. 
No filme Artistas e Modelos, protagonizado por Jerry Lewis em 1955, surge pela primeira vez uma Mulher-Morcego (Bat-Lady), e foi essa personagem que serviu de inspiração para a personagem que viria ser Kathy Kane. 
Sua sobrinha e parceira adolescente, Betty Kane, foi a primeira Batgirl (ou seja, antes de Barbara Gordon, a versão mais conhecida da personagem), surgindo na revista Batman n° 139, em abril de 1961. Kathy e Betty desapareceram quando Julius Schwartz assumiu as rédeas editoriais das duas revistas do morcego nos EUA, Batman e Detective Comics, em 1964. Após a reformulação da DC com a série Crise nas Infinitas Terras, Betty retornou com o codinome de Labareda. 

### Versão atual
Em 2006 a DC Comics trouxe de volta a Batwoman na forma de Kathy "Kate" Kane, na minissérie 52. O nome é uma clara homenagem à Batwoman da Era de Prata. Esta Batwoman teve seu visual criado por Alex Ross. 
A atual Kate Kane é lésbica e teve um romance no passado com Renee Montoya. Uma ironia do destino, uma vez que a primeira Batwoman foi criada para afastar os rumores de homossexualidade de Batman, gerados pelo livro Seduction of the Innocent, do psiquiatra Fredric Wertham.

### Realidades alternativas[17]
Versões diferentes da Batwoman apareceram fora da continuidade oficial da DC Comics, ou seja, em realidades ou linhas temporais alternativas. A identidade da personagem variava de acordo com a publicação.
A maioria destas aparições se deu em revistas da linha Elseworlds como Reino do Amanhã (identidade desconhecida) e O Prego (Selina Kyle, a Mulher-Gato das histórias normais da DC), por exemplo. 
Duas versões futuras apareceram nas revistas de linha dos Novos Titãs (as ex-Batgirls Betty Kane e Cassandra Cain, cada uma de um futuro diferente) e uma outra apareceu em um arco de história de Superman/Batman escrito por Jeph Loeb (nesta história a Batwoman era Helena Bertinelli, a Caçadora da continuidade regular da editora).
Numa história da Liga da Justiça, a Mulher Maravilha teve a visão de um futuro alternativo em que ela, casada com Batman, se tornaria Batwoman.

## Outras mídias

### Televisão
- Uma adaptação livre da Batwoman aparece em Batman: The Brave and the Bold, com a voz Vanessa Marshall. Embora visualmente baseado na versão de Kathy Kane, a personagem nunca é chamado de "Batwoman" e também é um personagem original: Katrina Moldoff, a herdeira da fortuna do Circo Moldoff. A página do Formspring de Batman: Brave and the Bold, do diretor Ben Jones, confirmou que a decisão de renomear o personagem foi tomada depois que a DC Comics manifestou preocupação com essa representação do personagem que teve um impacto negativo na nova série de quadrinhos da Batwoman, cuja primeira edição lançado menos de um mês após a data inicial do episódio. Visto no episódio "The Criss Cross Conspiracy!", Ela é retratada como uma caçadora de emoções e um acrobata de circo treinado de quem Batman não gosta devido ao seu combate ao crime, por vezes colocando em risco os espectadores inocentes. Quando ela é desmascarada em público pelo Charada, ela é forçada a desistir de sua vida de combate ao crime. Ela tenta se vingar, incentivando Felix Faust a usar um feitiço para mudar seus corpos e os de Batman, permitindo que ela se aproxime do Charada sem que a polícia a busque. Quando ela falha, Batman a resgata e pede a Faust que troque de volta. Ela acompanha a polícia em silêncio enquanto prendem o Charada e os capangas.

- Kate Kane / Batwoman faz sua estréia em live-action no Arrowverse da The CW, interpretada por Ruby Rose; que foi escalada para o papel em agosto de 2018.[19][20] A personagem aparece pela primeira vez no crossover de 2018 "Elseworlds" com Arrow, The Flash e Supergirl.[21] O crossover estabelece Batwoman na Terra-1, a mesma que Arrow e The Flash.[22] Nesta versão ela é prima de Bruce Wayne e protege Gotham City na ausência de Wayne, que sumiu misteriosamente três anos antes.[23] Em "Elseworlds, Parte 2", ela paga a fiança de Oliver Queen, Barry Allen e Kara Danvers depois que eles são presos pelo Departamento de Polícia de Gotham City. Depois que os heróis enfrentam John Deegan no Asilo Arkham, ele organiza uma fuga em massa, que Kane ajuda a parar como Batwoman. Após a batalha, Batwoman diz aos heróis para se despedirem agora que eles conseguiram o que precisavam. Supergirl revela que sabe quem é a Batwoman, usando sua visão de raios-x, além de mencionar o relacionamento de Superman com o Batman de sua Terra. No final de "Elseworlds, Part 3", Batwoman liga para Oliver para dizer que um Deegan agora encarcerado fez "amizade" com o Pirata Psíquico. Em julho de 2018, foi relatado que uma série de televisão centrada na personagem estava em desenvolvimento no The CW.[24] Em 3 de janeiro de 2019, o programa recebeu um episódio piloto.[25] Em 7 de maio de 2019, o programa foi escolhido pela rede.[26] Ele estreou em 6 de outubro de 2019. Nesta série, Kate está longe de Gotham desde que Batman desapareceu há três anos, retornando para tentar se juntar às novas forças de segurança de seu pai, mas quando ela descobre a identidade de Bruce como Batman, ela se junta a Luke Fox (filho do falecido Lucius Fox), que ajusta o uniforma ao tamanho dela, para que ela possa assumir o manto de seu primo, agindo para defender Gotham contra a ameaça de Alice, revelada a irmã gêmea supostamente morta de Kate que foi levada à loucura e busca vingança contra sua família, que aparentemente a abandonou.  Rose também interpretou Kate, da Terra-99, no crossover "Crise nas Infinitas Terras" do Arrowverse. Ela foi vista em uma fotografia com Beth Kane, onde não foram separadas no acidente de carro. Também foi mencionado que ela está morta na Terra-99 quando Bruce Wayne perde seu código de justiça, o que o levou a matar o Superman e alguns de seus inimigos.[27]

- A versão de Kate Kane de Batwoman faz uma aparição em Young Justice: Outsiders. Ela aparece como um dos membros da Liga da Justiça que sai com Batman em uma ação pré-planejada depois que o Secretário Geral das Nações Unidas, Lex Luthor, estabelece leis que impedem a Liga da Justiça de interferir em seus anéis de tráfico de seres humanos.

### Filmes
No longa-metragem de animação Batman: Mystery of the Batwoman, lançado diretamente em vídeo, a Batwoman utiliza métodos letais de combate ao crime, o que Batman desaprova. Ao investigá-la, o herói se depara com três suspeitas: a policial Sonia Alcana, a cientista Roxanne Ballantine e a filha de mafioso Kathleen Duquesne. Cada uma delas, porém, acaba tendo um álibi, ao estar no mesmo local de alguma aparição da Batwoman.
Batman, entretanto, acaba deduzindo que estava certo em todas as suas suspeitas, uma vez que as três formam um time e revezam, sendo que a cada hora uma é a Batwoman.
Na dublagem brasileira, a Batwoman, antes de ter sua tripla identidade descoberta, teve a voz de Rita Lopes; Sonia Alcana teve a voz de Christiane Louise; Ballantine teve a voz de Mabel Cezar e Kathleen Duquesne foi dublada por Mariana Torres.